# Daveaua
Daveaua é um género de plantas com flor pertencente à família Asteraceae. O género é monotípico tendo como única espécie Daveaua anthemoides...
O nome genérico é uma homenagem a Jules Daveau.